# Чатъм Хаус
Чатъм Хаус, известен още като Кралски институт за международни отношения, е неправителствена организация с нестопанска цел със седалище в Лондон, чиято мисия е да анализира и насърчава разрешаването на важни международни въпроси по наболели за обществото теми. Счита се за една от водещите организации в световен мащаб в тази област. Организацията носи името на една от първите сгради, упомената в списъка сгради от 18 век, намираща се на площад Сейнт Джеймс, проектирана отчасти от великия дизайнер Хенри Филткрофт, като също важно е да се отбележи, че в имението са живели трима от британските министър-председатели, включително Уилям Пит, първият Съдия на Чатъм.
Сегашният председател на Съвета на Чатъм Хаус е д-р ДеАнн Юлий, а нейният директор е д-р Робин Ниблет, който наследява проф. Виктор Булмер – Томас през януари 2007. Тримата изследователски директори са Бернис Лий, д-р Паола Субачи и Алекс Винс, а директор на съобщенията е Кийт Бърнет.
Чатъм Хаус е обявен за най-неамериканския политически институт от списание Форин Полиси. Освен това той е обявен като един от най-добрите неформални „учители“ за това, че малцината мислители на световната политическа сцена редовно определят дневния ред на организацията с нови инициативи.
Мнозина уважавани личности са били председатели на Чатъм Хаус, включително баронеса Шърли Уилямс, както и професорът по избирателна политика в Харвардския университет и лидер на либерал-демократите в Камарата на лордовете (2001 – 2004 г.)

## Роля
Въз основа на своите членове и устав, Чатъм Хаус има за цел да насърчи дебат по международни въпроси с цел политически отговори. Техните независими изследвания и глобални анализи, регионални и специфични за страната предизвикателства са предназначени да предложат нови идеи за вземащите решения за това как те биха могли да бъдат решени най-добре в краткосрочен или дългосрочен план. Разпространяването на резултатите от техните изследвания е основната мисия на Чатъм Хаус и тя рутинно се използва като източник на информация за медийните организации, които търсят информация или експерти по въпроси, свързани с основни международни въпроси.
Макар да се твърди, че Чатъм Хаус отразява прокорпоративна гледна точка за света (благодарение на дарения от големи корпорации, правителства и други организации), Чатъм Хаус все пак се основава на членство и всеки може да се присъедини. Организацията разполага с набор от различни видове членство, включително главно корпоративни, корпоративни, академични, индивидуални.

## Правилото на Чатъм Хаус
От заседанията в Чатъм Хаус води началото си едноименното правило на поверителността. Съгласно правилото на Чатъм Хаус членовете, присъствали на семинар, могат да обсъждат резултатите му във външния свят, но не могат да обсъждат кой е присъствал, нито да се цитират какво е казал конкретен човек. Целта на правилото Чатъм Хаус е да улесни откровена и честна дискусия за противоречиви или непопулярни въпроси от лекторите, които не могат да имат друг по подходящ форум, за да говорят свободно. Въпреки това, повечето срещи на Чатъм Хаус се записват, но не и когато важи правилото на Чатъм Хаус.

## Изследвания и публикации
Изследванията на Чатъм Хаус са структурирани около три области: енергетика, околна среда в основата на която седи управлението на ресурсите и не на последно място международната икономика и изследвания от областта на регионалната сигурност. Пълният набор от програми включва: Африка, Северна и Южна Америка, Азия, енергетика, околна среда и развитие, Европа, световната здравна сигурност, международната икономика, международното право, международната сигурност, Близкият Изток и Северна Африка, Русия и Евразия като цяло.

## Последни доклади и документи
През юли 2005 г. Чатъм Хаус публикува доклад за тероризма във Великобритания. Ключов проблем за Обединеното кралство за предотвратяване на тероризма във Великобритания, е позицията на правителството като „пътник на задното място на мотоциклет“ война на САЩ срещу тероризма. Формулирането на политиката за борба с тероризма, по този начин е станало като „съюзник в лицето на седалката на водача“, за да направи кормилото. Това е едно от основните заключения на отдела за сигурност и тероризъм на Великобритания, който получи безпрецедентно медийно отразяване.
През август 2006 г. Чатъм Хаус публикува доклад, озаглавен „Иран, неговите съседи и регионалните кризи“. В доклада се твърди, че влиянието на Иран в Ирак надминава това на САЩ и че всяко заплашително действие към Иран може да доведе до масова дестабилизация в Близкия Изток.
През декември 2006 г. директорът в оставка на Чатъм Хаус, Виктор Булмер-Томас, прави брифинг на своята книга за външната политика на Великобритания по време на ерата Блеър, озаглавена „Външната политика на Блеър и неговия евентуален наследник“. Книгата беше като голяма медийна бомба, тъй като отправя остри критики към министър-председателя за съюзяването и зависимостта на Великобритания от САЩ за сметка на по-тесни връзки с Европа.
През октомври 2008 г. Чатъм Хаус публикува книгата Пиратството в Сомалия: което заплашва глобалната търговия, хранителният недостиг и локалните войни, от Роджър Мидълтън. На презентацията на книгата става ясно, че тя е с цел да предупреди за ескалиращата опасност на пиратството в региона и как в основата на проблема е разпадането на сомалийската държава и повече от десетилетие неуспешен международен ангажимент. Книгата е дискутирана широко в международната преса.
През октомври 2010 г. Чатъм Хаус публикува доклад, озаглавен „Стратегия в аскетизъм, сигурността и отбраната на Обединеното кралство“, от Пол Корниш. Също така организацията публикува множество публикации в периодични, дневни и ежемесечни издания.
В допълнение към предприемането на широк спектър от изследвания Чатъм Хаус е бил домакин на световноизвестни лектори от цял свят като Дейвид Камерън, Бан Ки-Мун, Хамид Карзай, Кондолиза Райс, Гордън Браун и Первез Мушараф. Чатъм Хаус е в основата на ключови публикации във вестник „Международни отношения“, както и в ежемесечното списание „Светът днес“.